# Мегалит

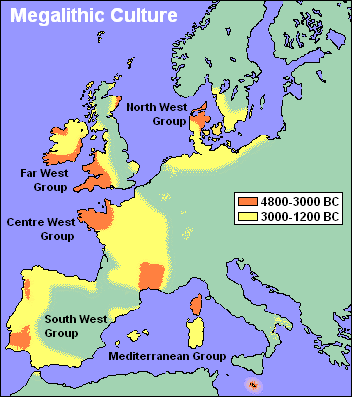
Ориентировочная карта происхождения и распространения мегалитических памятников в Европе

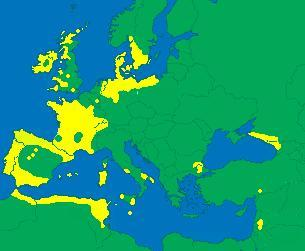
Карта распространения мегалитов в Европе, Передней Азии и Северной Африке

Мегали́ты (от греч. μέγας — большой, λίθος — камень) — сооружения из огромных каменных глыб, характерные в основном для финального неолита и энеолита (IV—III тыс. до н. э. в Европе, либо позднее в Азии и Африке).

## Общие сведения
Термин был предложен в 1849 году английским исследователем А.Хербертом в книге Cyclops Christianus, а в 1867 году официально принят на конгрессе в Париже. Термин не является исчерпывающим, поэтому под определение мегалитов и мегалитических сооружений подпадает достаточно расплывчатая группа строений. В частности, мегалитами называют обтёсанные камни больших размеров, в том числе и не используемые для сооружения погребений и памятников.
Все мегалиты можно разделить на две категории. В первую входят древнейшие архитектурные сооружения доисторических (дописьменных) обществ (храмы острова Мальта, менгиры, кромлехи, дольмены). Для них использовались или совсем не обработанные, или с минимальной обработкой камни. Культуры, оставившие эти памятники, так и называют — мегалитические. Часто к мегалитам относят и сооружения из довольно мелких камней (лабиринты), и отдельные камни с петроглифами (следовики). Подобную же архитектурную эстетику несут и некоторые сооружения более продвинутых обществ (гробницы японских императоров и дольмены корейской знати).
Вторую категорию представляют собой сооружения более развитой архитектуры, в значительной степени состоящие из очень крупных камней, которым, обычно, придана геометрически правильная форма. Они характерны для ранних государств, но сооружались и в более поздние времена. В Средиземноморье, например, это пирамиды Египта, сооружения микенской культуры, Храмовая гора в Иерусалиме. В Южной Америке — некоторые сооружения в Тиуанако, Саксайуамане, Ольянтайтамбо.
Общей характерной особенностью мегалитов являются каменные глыбы, плиты или блоки весом порой более сотни тонн, часто доставленные из карьеров, расположенных за десятки километров, иногда с большим перепадом высот относительно места стройки. При этом камни в некоторых типах сооружений имели идеально плотную подгонку по швам (Дольмены Западного Кавказа, погребальные покои и облицовка пирамид Египта, лучшие строения инков).
Как правило, мегалитические конструкции не служили жильём, а от периода строительства до наших дней не дошло записей (или они скудны) о приёмах строительства и назначении строений.

## Древнейшие мегалитические сооружения Малой Азии

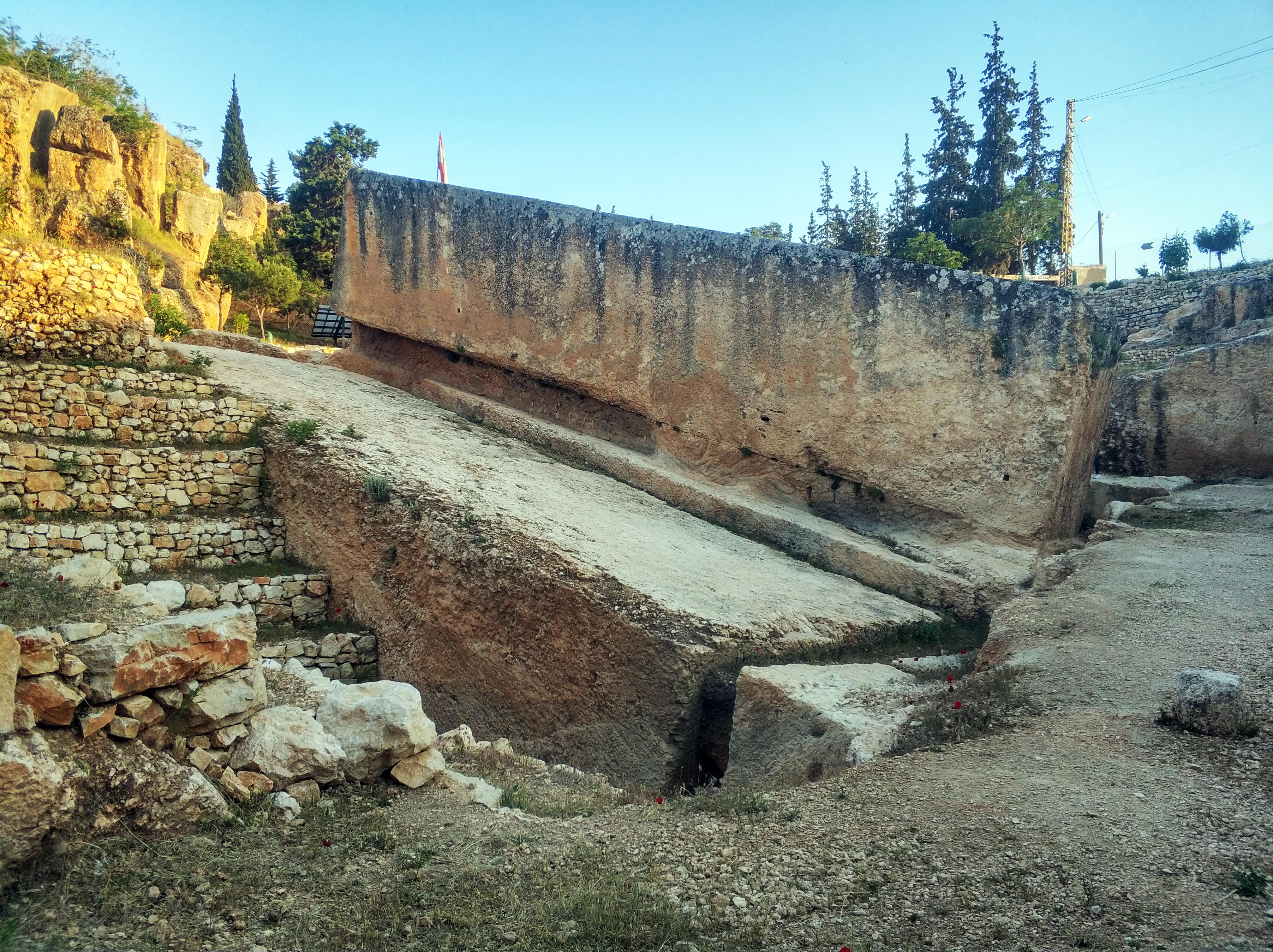
Баальбек, Ливан

Большие церемониальные сооружения IX тысячелетия до н. э. были обнаружены в Малой Азии. Они относятся к эпохе зарождения земледелия и скотоводства в обществе, под влиянием которого или непосредственно от него произошёл впоследствии ближневосточный и европейский неолит. Сооружения представляют собой большие округлые в плане структуры, опирающиеся на мегалитические колонны (от 3-х метров и более) из монолитного тёсанного камня. Самыми древними из ныне известных являются храмы Гёбекли-Тепе и Невалы-Чори. Возраст Гёбекли-Тепе оценивается до 12 000 лет, ориентировочно датируется по меньшей мере IX тысячелетием до нашей эры, согласно геомагнитным исследованиям, проведённым в 2003 году. В Гёбекли-Тепе к настоящему времени произведены раскопки только четырёх храмов из примерно двух десятков. Диаметр некоторых достигает 30 м. На колоннах имеются барельефные изображения животных (лис, кабанов, львов, птиц, змей и скорпионов). Хотя эти храмы представляют собой самые древние мегалитические постройки на Земле, неизвестно, какое отношение они имеют к европейским мегалитам.

## Европейские мегалиты

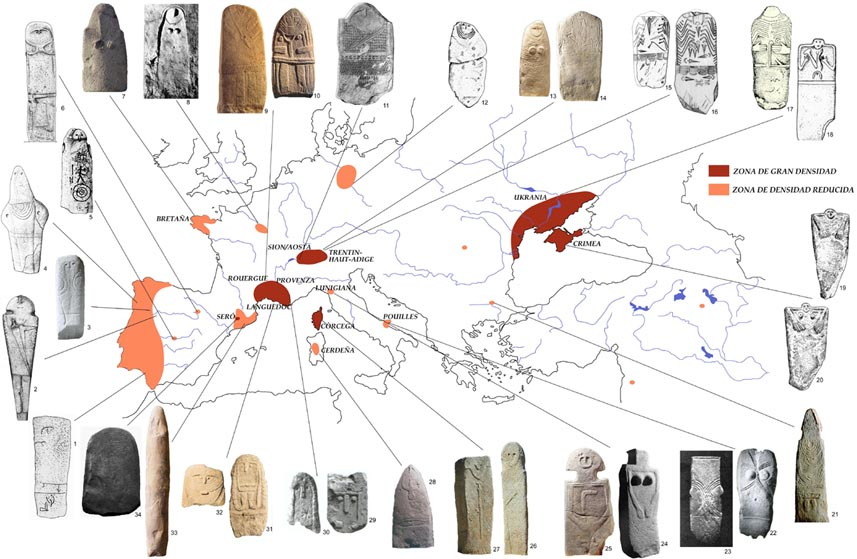
Карта с менгирами (стелами) в Европе

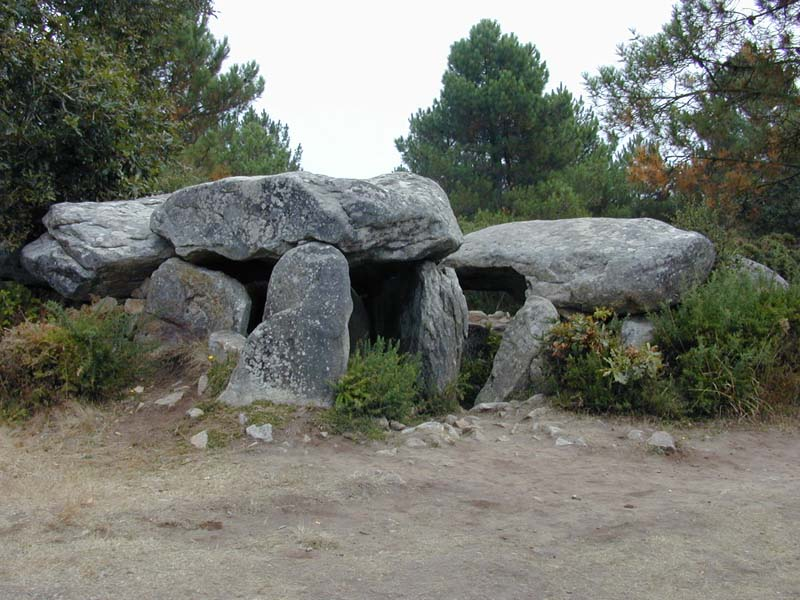
Дольмен в Бретани, Франция

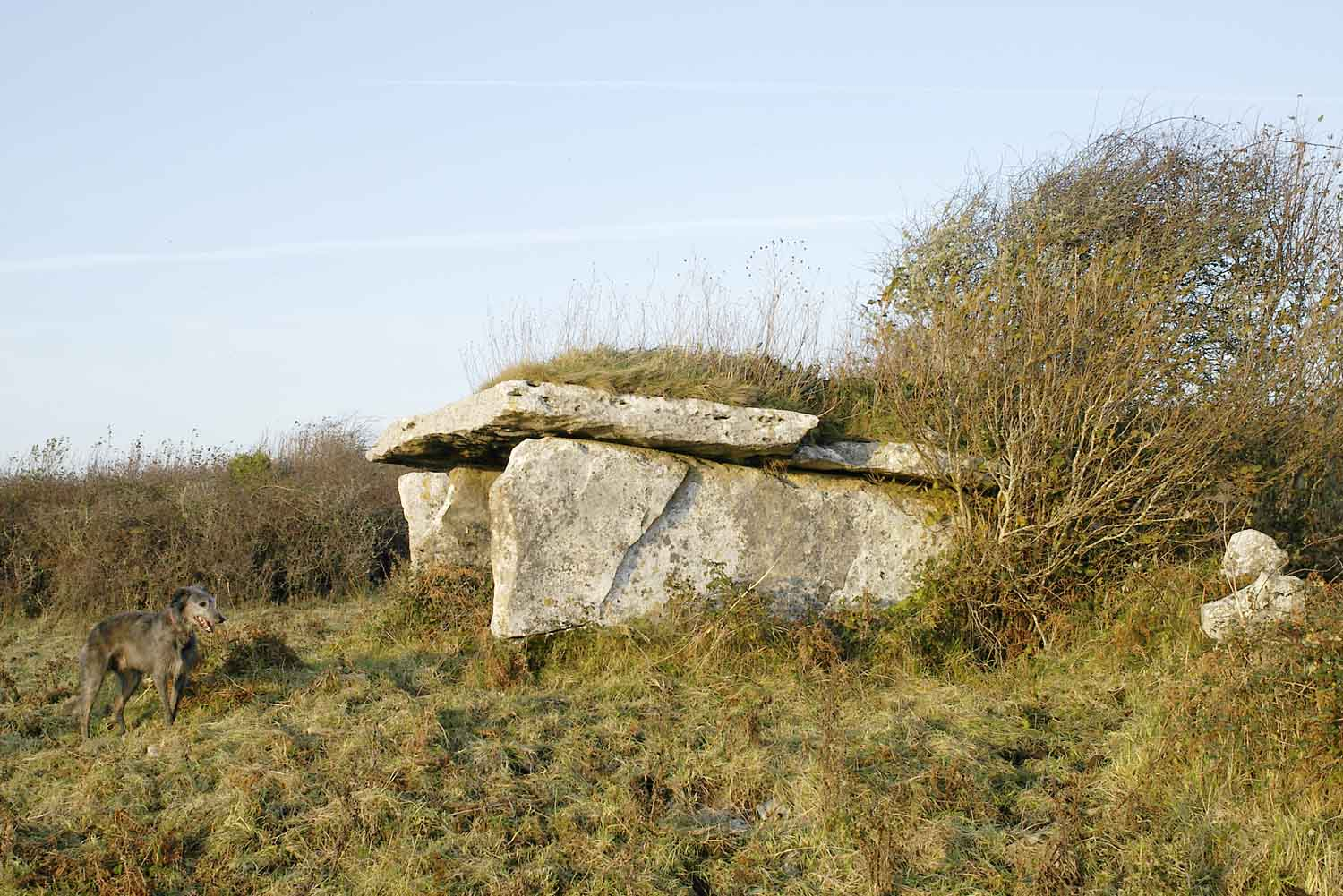
Дольмен в Буррене, Ирландия

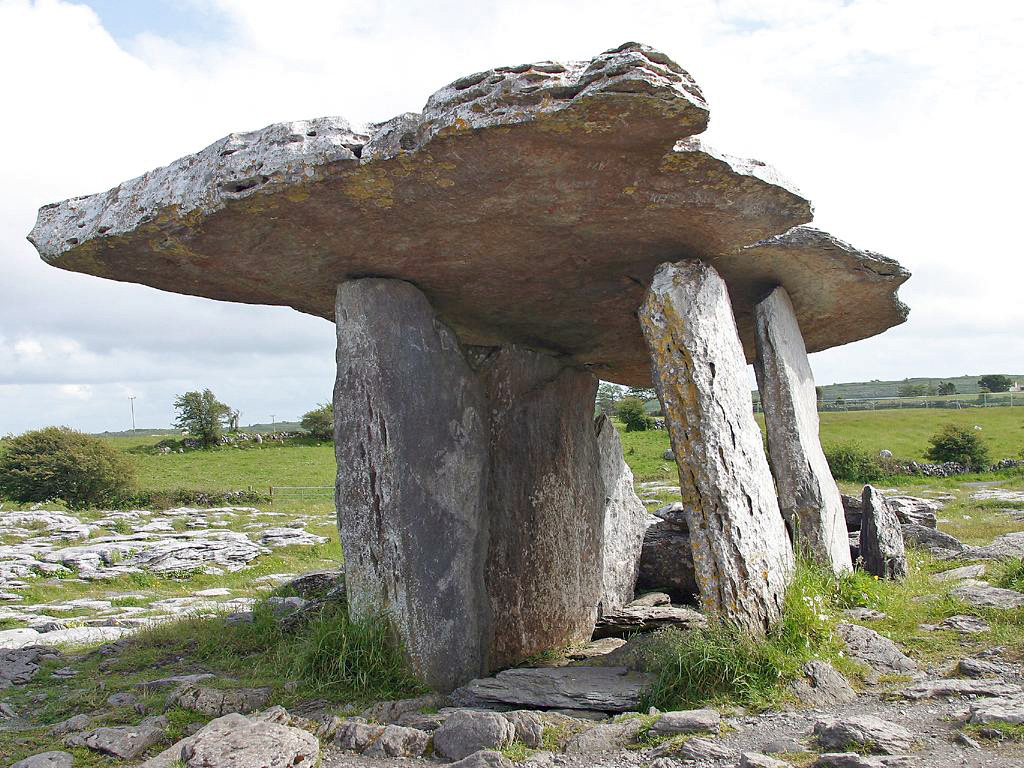
Дольмен в Буррене, Ирландия

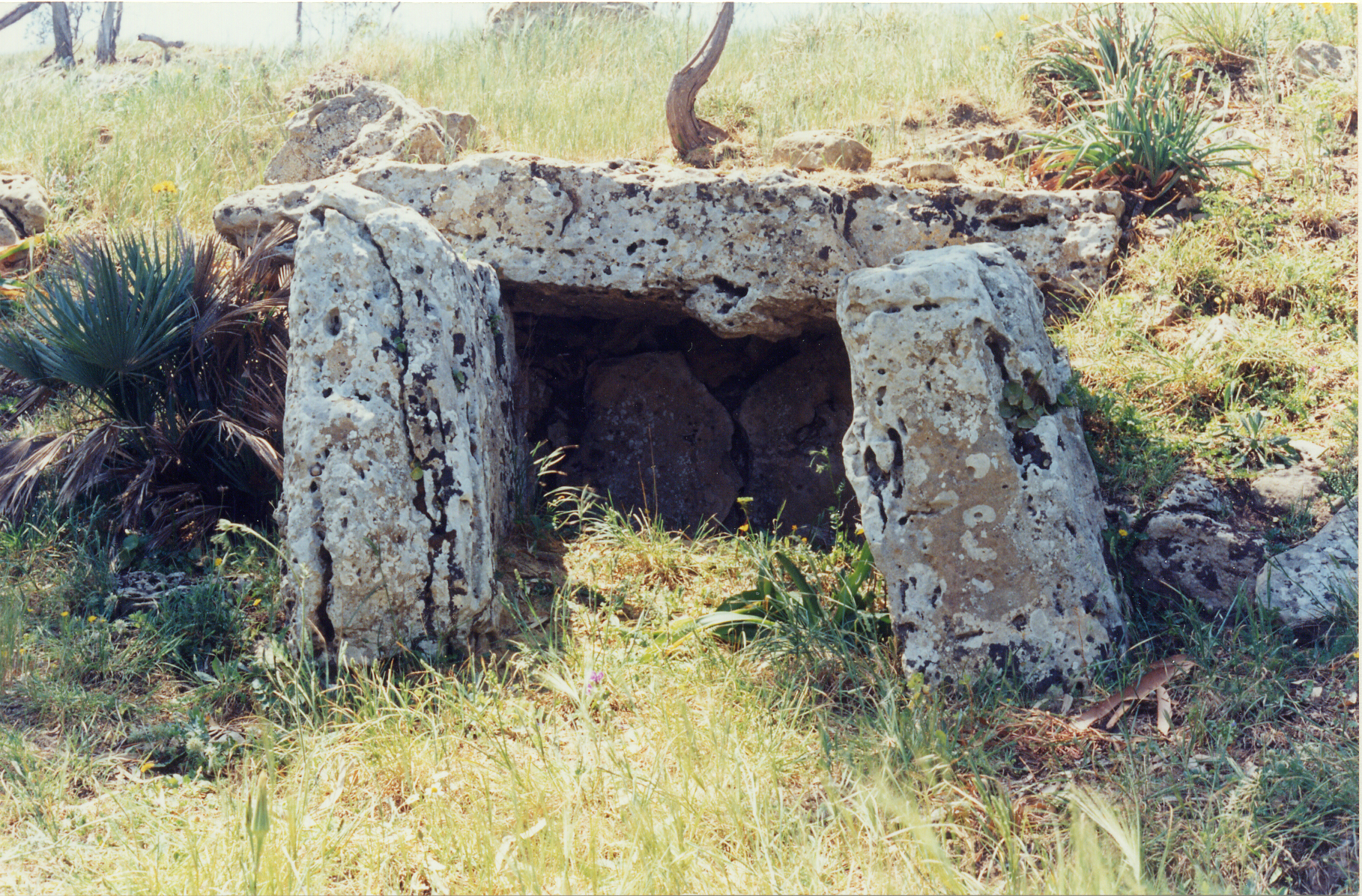
Дольмен из Monte Bubbonia, Сицилия

Мегалиты распространены во всём мире преимущественно в приморских областях. В Атлантической Европе они в основном возникают в эпоху энеолита (IV—III тыс. до н. э.), а затем вторично используются, иногда даже достраиваются в раннем и среднем бронзовом веке (III—II тыс. до н. э.), за исключением Британских островов, Португалии и Франции, где мегалиты относятся к эпохе неолита (например, Карроумор в Ирландии, Алмендриш в Португалии, Барнене в Бретани и Бугонский некрополь в департаменте Пуату — Шаранта, Франция). Мегалитические памятники особенно многочисленны и разнообразны в Бретани. Также большое число мегалитов встречается на средиземноморском побережье Испании, в Португалии, части Франции, на западном побережье Англии, в Ирландии, Дании, на южном побережье Швеции.
В начале-середине XX в. был распространён термин «мегалитическая культура», который позднее был отброшен как устаревший. Большая часть мегалитов относится к двум родственным культурам — воронковидных кубков в Северной Европе и Сены-Уазы-Марны во Франции.
Древнейший тип мегалитов — «длинный курган» — был распространён в 5000—3500 гг. до н. э. Позднее получили распространение три следующих типа.
Первый — коридорная гробница. Обычно она состоит из прямоугольной, круглой или крестообразной камеры с плоской или выступающей по краям крышей, к которой ведёт длинный прямой проход. Всю конструкцию сверху покрывает земля, образующая подобие кургана, внутрь которого открывается вход из каменных глыб. Иногда по краю курган окаймлён каменным бордюром. Наиболее замечательные примеры — Бру-на-Бойн в Ирландии, Брин-Келли-Ди в Уэльсе, Мейсхау на Оркнейских островах и Гаврини в Бретани.
Второй тип — наиболее часто встречающиеся мегалитические сооружения Европы — дольмен. Он представляет собой камеру или склеп из стоящих вертикально обтёсанных монолитов, на которых покоится один или несколько больших плоских камней, составляющих «крышу». Многие из них, хотя и не все, содержат останки погребённых внутри людей. Было ли погребение основной целью постройки, или люди были принесены в жертву, оказались похоронены внутри в связи с исполнением ими здесь каких-то обрядов в течение жизни, либо остались в дольмене по какой-то иной причине — неизвестно. Дольмен — общее название такой постройки, на разных языках и диалектах Европы она также может иметь другие названия, например, кромлех (в Уэльсе), анта (в Португалии) или стаццоне (на Сардинии), или испун на Кавказе.
Третий и наиболее поздний тип (4000-2000 гг. до н. э.) представляет собой разнообразные гробницы в форме галерей, например, Северн-Котсуолдские. В плане они имеют осевую симметрию и состоят из рядов камер, засыпанных курганами удлинённой формы. Распространены также отдельно стоящие или объединённые в группы менгиры и каменные круги, которые в русскоязычной литературе также называют кромлехами, как и уэльские дольмены. К последнему типу относят Стоунхендж, Эйвбери, Круг Бродгара и сотни других аналогичных памятников. Как и менгиры, они имели значение астрономических устройств для наблюдений за солнцем и луной, и обычно являются не столь древними, как мегалитические погребения.

## Назначение
Назначение мегалитов первой категории не всегда можно точно установить. Но в большей части они служили для погребений или были связаны с погребальным культом, культом камня, культом возрождения. Многие выполняли храмово-церемониальные функции. Для части памятников установлено или предполагается использование в качестве обсерваторий, где наблюдались и ритуально обыгрывались важнейшие астрономические события, такие как солнцестояние, равноденствие и другие. Некоторые мегалиты могли быть межевыми знаками и другими ориентирами, а также загонами для скота или остатками заграждений другого назначения.
Возведение мегалитических сооружений представляло для первобытной техники сложнейшую задачу и требовало объединения больших масс людей, что способствовало консолидации общества и усложнению социальных отношений.
Мегалиты второй категории являются просто элементами «крупноблочного строительства» и использовались для решения инженерных или эстетических задач.

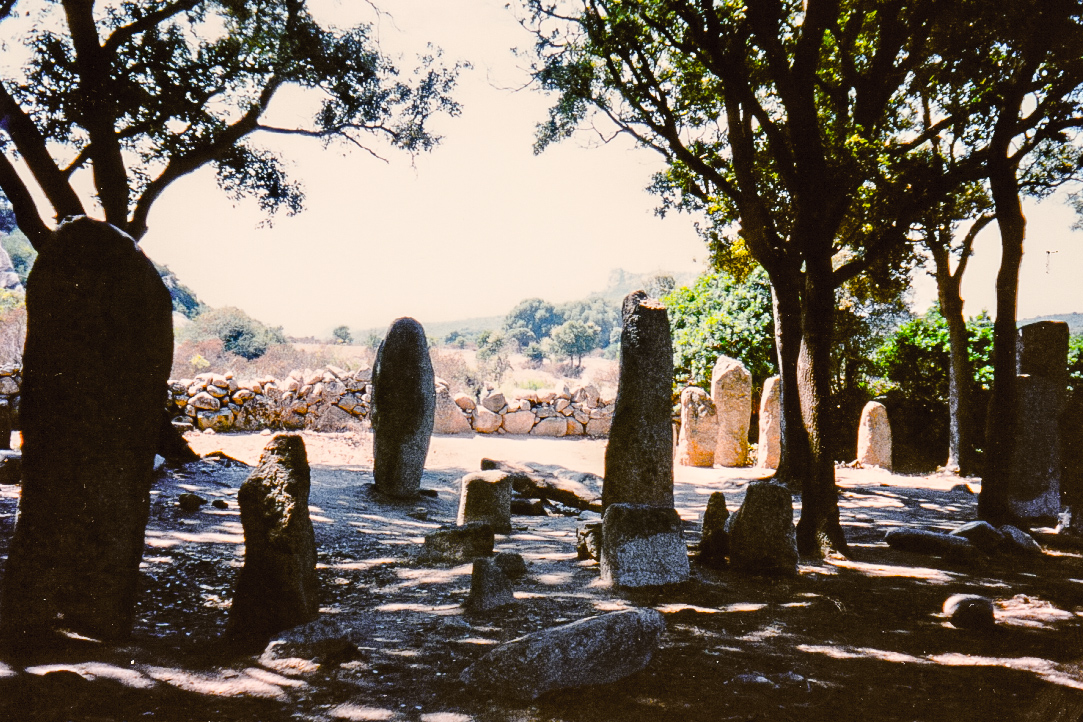
Палагью
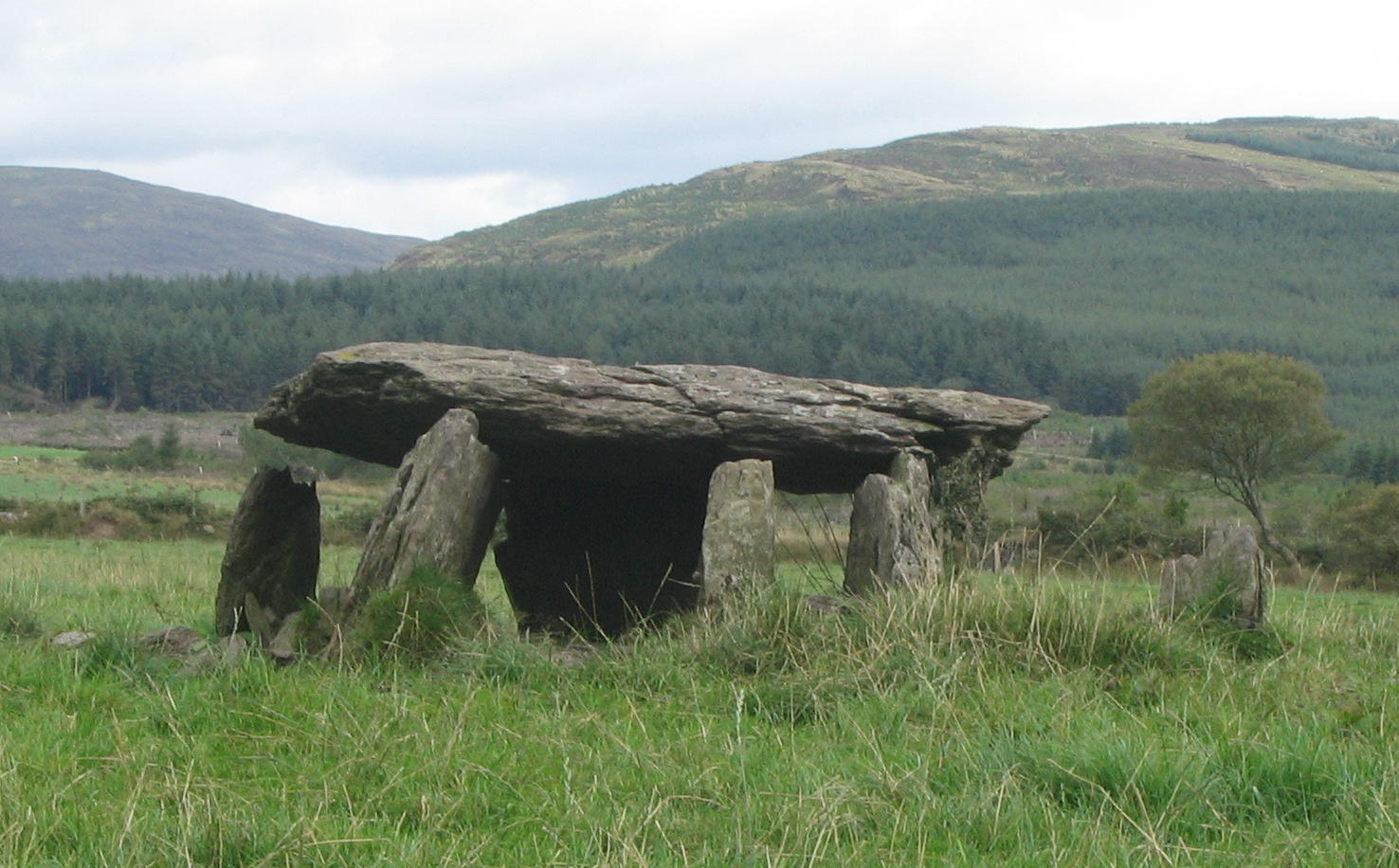
Глантан-Ист
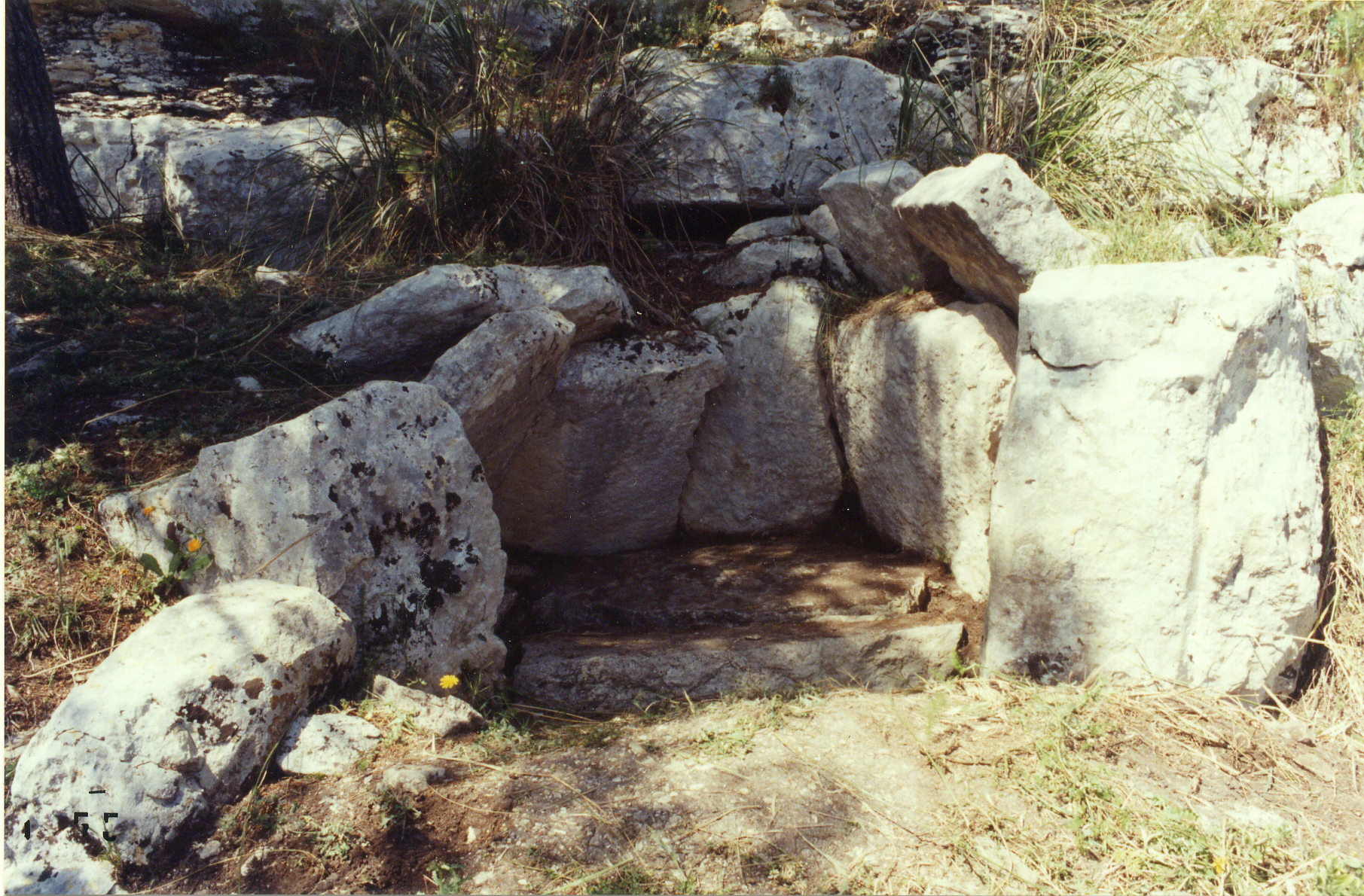
Полигональный дольмен из Cava dei Servi, Сицилия

## Палеогенетика
Представители мегалитической культуры из Ла Мина (Испания) имели митохондриальные гаплогруппы pre-U5b1i, H1, K1a1b1, K1b1a1 и Y-хромосомную гаплогруппу I2a2a1. У представителей мегалитической культуры из Франции (дольмен La Pierre Fritte) были обнаружены митохондриальная гаплогруппа K и Y-хромосомная гаплогруппа I2a1. Анализ 24 геномов из шести мегалитических захоронений в Северной и Западной Европе показал, что люди, похороненные в мегалитах, демонстрируют генетическое родство с местными фермерскими группами и смесь с местными охотниками-собирателями (HG). Отмечается отцовская преемственность во времени, в том числе повторяющиеся гаплотипы Y-хромосомы. У двух мегалитчиков (Sk.4/799 и Sk.1/880, 3762—3648 лет до н. э.) из Трампингтона на окраине Кембриджа (графство Кембриджшир, Восточная Англия) определены митохондриальная гаплогруппа K1a + 195 и Y-хромосомная гаплогруппа I2d-Y3709 или I2a2a (ISOGG), которая имеет современное распространение в основном в Великобритании и Ирландии. У обоих братьев были карие глаза, коричневые/тёмно-коричневые волосы и промежуточная кожа. По аутосомам оба индивида на графике PCA объединяются вместе с ранее опубликованными неолитическими индивидами из Великобритании, Иберии и Швеции.